# ICT Associatie Suriname
De ICT Associatie (van) Suriname (ICT-AS) is een belangenorganisatie in Suriname voor bedrijven voor wie de informatietechnologie de kernactiviteit vormt. Een voorwaarde is dat de bedrijven ingeschreven staan in de Surinaamse Kamer van Koophandel en Fabrieken. De ICT-AS werd in januari 2011 opgericht en telt 49 leden (stand 2016).
Naast de belangenbehartiging van haar leden worden ook activiteiten ondernomen voor ICT-onderwijs, zoals meermaals samen met de ITU en TAS de Girls in ICT Day in Paramaribo en vergelijkbare activiteiten verderop in Suriname.
In juni 2013 organiseerde het samen met de Surinaamse Vereniging van IT Professionals (SVI) voor het eerst in Paramaribo een internationale IT Summit. De IT Summit, met deelnemers uit Nederland, de Verenigde Staten en de Cariben, werd in de jaren 2014, 2015 en 2016 herhaald. Tijdens de conferenties kwamen ontwikkelingen, trends en mogelijkheden aan de orde.

## Voorzitters
- 2020: Anuskha Sonai[7]
- 2022: Anvit Ramlakhan[8]